# Gouvernement de Castro
Melilla
Imbroda V Imbroda VI
Le gouvernement de Castro (en espagnol : Gobierno de Eduardo de Castro) est le gouvernement de Melilla en fonction entre le 4 juillet 2019 et le 12 juillet 2023, sous la législature 2019-2023 de l'Assemblée.

## Historique du mandat
Ce gouvernement est dirigé par le nouveau président de Melilla libéral Eduardo de Castro. Il est constitué de Coalition pour Melilla (CpM) et du Parti socialiste ouvrier espagnol (PSOE). Ensemble, il dispose de 13 députés sur 25, soit 52 % des sièges de l'Assemblée.
Il est formé à la suite des élections locales du 26 mai 2019.
Il succède donc au cinquième gouvernement du conservateur Juan José Imbroda, au pouvoir depuis juin 2015, constitué du seul Parti populaire.

### Formation
Lors de la session constitutive de l'Assemblée le 15 juin, Eduardo de Castro est élu président de Melilla par 13 voix sur 25, bénéficiant du soutien des huit députés de la Coalition pour Melilla (CpM) et des quatre du Parti socialiste ouvrier espagnol (PSOE).
Alors qu'il était censé apporter son soutien au président sortant Juan José Imbroda, en vertu de l'accord national souscrit entre Cs et le Parti populaire (PP), ce dernier le qualifie de « traître » et « sans gêne », ce que de Castro décrit comme une situation « assez désagréable »,.
Eduardo de Castro forme un gouvernement avec des membres issus du PSOE, de CpM et de Ciudadanos. En novembre 2019, un arrêt du Tribunal Suprême impose que les membres du gouvernement des villes autonomes de Ceuta et Melilla soient nécessairement députés à l'Assemblée. Cette situation conduit à l'éviction de près de la moitié des membres du gouvernement et à une nouvelle répartition des départements entre le PSOE et CpM,. Un nouveau remaniement a lieu en août 2021.

## Composition

### Initiale
| Fonction | Nom | Nom                         | Parti |
| --- | --- | --------------------------- | ----- |
| Président                                                                                                   |     | Eduardo de Castro González  | Cs    |
| Vice-présidente, porte-parole Conseillère à l'Éducation, à la Culture, aux Sports, aux Fêtes et à l'Égalité |     | Gloría Rojas Ruiz           | PSOE  |
| Conseillère à la Présidence, à l'Administration publique et à la Régénération démocratique                  |     | Paula Villalobos Bravo      | Cs    |
| Conseiller aux Finances, à l'Économie et à l'Emploi                                                         |     | Julio Liarte Parres         | Cs    |
| Conseiller au Bien-être social et à la Santé publique                                                       |     | Fernando José Rubia Castro  | PSOE  |
| Conseiller à l'Environnement et à la Durabilité Porte-parole adjoint                                        |     | Hassan Mohatar Maanan       | CpM   |
| Conseillère aux Quartiers, à la Jeunesse et à la Participation citoyenne                                    |     | Dunia Al-Mansouri Umpierrez | CpM   |
| Conseiller aux Infrastructures et à l'Urbanisme                                                             |     | Rachid Bussian Mohamed      | CpM   |

### Remaniement du13 décembre 2019
- Les nouveaux conseillers sont indiqués en gras, ceux ayant changé d'attributions en italique.

| Fonction                                                                                           | Nom | Nom                         | Parti |
| -------------------------------------------------------------------------------------------------- | --- | --------------------------- | ----- |
| Président                                                                                          |     | Eduardo de Castro González  | Cs    |
| Première vice-présidente, porte-parole Conseillère à la Présidence et à l'Administration publique  |     | Gloría Rojas Ruiz           | PSOE  |
| Second vice-président, porte-parole adjoint Conseiller à l'Environnement et à la Durabilité        |     | Hassan Mohatar Maanan       | CpM   |
| Conseillère aux Finances, à l'Emploi et au Commerce                                                |     | Dunia Al-Mansouri Umpierrez | CpM   |
| Conseiller aux Infrastructures, à l'Urbanisme et au Sport                                          |     | Rachid Bussian Mohamed      | CpM   |
| Conseillère à l'Éducation, à la Culture, aux Fêtes et à l'Égalité                                  |     | Elena Fernández Treviño     | PSOE  |
| Conseiller à l'Économie et aux Politiques sociales                                                 |     | Mohamed Mohamed Mohand      | PSOE  |
| Conseiller aux Quartiers, à la Jeunesse, à la Participation citoyenne, à la Famille et aux Mineurs |     | Mohamed Ahmed Al-Lal        | CpM   |

### Remaniements du13 août 2021
- Les nouveaux conseillers sont indiqués en gras, ceux ayant changé d'attributions en italique.

| Fonction                                                                                          | Nom | Nom                                          | Parti |
| ------------------------------------------------------------------------------------------------- | --- | -------------------------------------------- | ----- |
| Président                                                                                         |     | Eduardo de Castro González                   | Sans  |
| Première vice-présidente, porte-parole Conseillère à la Présidence et à l'Administration publique |     | Gloría Rojas Ruiz                            | PSOE  |
| Second vice-président, porte-parole adjoint Conseiller à l'Environnement et à la Durabilité       |     | Hassan Mohatar Maanan                        | CpM   |
| Conseillère aux Finances, à l'Emploi et au Commerce                                               |     | Dunia Al-Mansouri Umpierrez                  | CpM   |
| Conseiller aux Infrastructures, à l'Urbanisme et au Sport                                         |     | Rachid Bussian Mohamed                       | CpM   |
| Conseillère à l'Éducation, à la Culture, aux Fêtes et à l'Égalité                                 |     | Elena Fernández Treviño                      | PSOE  |
| Conseiller au Tourisme, à l'Entrepreneuriat et à l'Activation économique (jusqu'au 22/02/2022)    |     | Mohamed Mohamed Mohand (jusqu'au 27/10/2021) | PSOE  |
| Conseillère aux Politiques sociales, à la Santé publique et au Bien-être animal                   |     | Francisca Ángeles García Maeso               | PSOE  |
| Conseiller aux Quartiers, à la Jeunesse et à la Participation citoyenne                           |     | Mohamed Ahmed Al-Lal (jusqu'au 24/05/2023)   | CpM   |
| Conseillère aux Mineurs et à la Famille                                                           |     | María Cecilia González Casas                 | CpM   |